# Golf & Country Club De Tongelreep
De Golf & Country Club De Tongelreep is een Nederlandse golfclub in Eindhoven in de provincie Noord-Brabant.